# Trần Cao Lĩnh
Trần Cao Lĩnh (1925-1989) là nhà nhiếp ảnh tiền phong của miền Nam, chuyện về ảnh nghệ thuật đen trắng và kỹ thuật phòng tối. 
Ông từ trần ngày 29 tháng 8 năm 1989 tại Hoa Kỳ

## Tiểu sử
Trần cao Lĩnh sinh nam 1925 tai NAM ĐỊNH ông là một trong những người đầu tiên sáng lập hoặc đỡ đầu nhiều hội nhóm nhiếp ảnh tại miền Nam Việt Nam như hội nhiếp ảnh Việt Nam(1954). Giáo sư Nhiếp ảnh tại Đại học Vạn hạnh Sài gòn trước 1975.
Nhiếp ảnh gia Trần Cao Lĩnh là một tên tuổi lớn của giới ảnh miền Nam, chủ hiệu ảnh danh tiếng Đống Đa ở dường Nguyện Huệ, Sài Gòn. Ông thường lấy tên là Cao Lỉnh đi cặp với Cao
Đàm nên người ta nghĩ hai người là hai anh em, Thật ra một người họ Trần và một người họ Nguyễn. Cao Lĩnh tuy là chủ hiệu ảnh thương mại nhưng hoạt động nhiều cho ảnh nghệ thuật.
Ông dạy các lớp ảnh ở Hội Việt Mỹ, đường Mạc Đỉnh Chi ở Sài Gòn trước 75. Cao Đàm và Cao Lĩnh đứng tên chung cho mục Xem Ảnh Bạn trên tuần báo Màn Ảnh và trên một vài sách ảnh đã ấn hành. Ảnh "Độc Hành" gây nhiều xúc động do người xem ảnh có sự đối chiếu một người cô đơn chân thấp chân cao, ốm yếu lầm lũi quảy gia tài gom trọn trong một bao bị không đủ nặng đề làm que cây cong, đi giữa trời đất hoang vu, bên cạnh hai cây lớn dù bị cắt hết nhánh nhưng vẫn còn có đôi. Hai cây ngã qua hướng người đi như dợm đè bẹp kẻ độc hành. Một hình ảnh chua chát của cuộc đời.
Trần Cao Lĩnh là nhà nhiếp ảnh tiền phong của miền Nam, chuyện về ảnh nghệ thuật đen trắng và kỹ thuật phòng tối. Trần cao Lĩnh thục hiện 4 tuyển tập ảnh, nhiều lần thuyết trình và viết bài về kỹ thuật nhiếp ảnh. Ông di cư sang Mỹ năm 1980. Trần cao Lĩnh đã triển lảm và đuọc nhiều giải thưởng tại London, Torronto. Paris, Montreal, NewYork, Washington...
Ông từ trần ngày 29 tháng 8 năm 1989 tại Hoa Kỳ.